# Анналена Сламік
Анналена Сламік (норв. Annalena Slamik) — австрійська лижна двоборка, призерка чемпіонату світу.  
Бронзову медаль світової першості Сламік виборола на  чемпіонаті світу 2023 року, що проходив у словенській Планиці, в змаганні змішаних команд на нормальному трампліні.